# クリオキノール
クリオキノール（Clioquinol）またはキノホルム(Chinoform、Quinoform)またはヨードクロルヒドロキシキン（Iodochlorhydroxyquin）またはPBT1は、抗真菌作用と抗原虫作用を持つ化合物である。多量投与で神経毒性を持つ。8-キノリノール誘導体であり、DNA複製に関する酵素を阻害する。これはウイルスや原生動物感染症に対しても有効である。
1899年にチバ社（現：ノバルティス社）が外用殺菌剤として開発:17したが、アメーバ赤痢の治療にも用いられた。
1950年代から日本を中心にスモンを引き起こして1970年に使用が中止された。海外では2015年現在も販売が継続されている国もある。

## 薬害
日本では1936年にいったん劇薬に指定されたが、1939年に解除され日本薬局方に収載され:17整腸剤として広く使用（最大182品目）されるようになった。
しかし1955年頃からスモンと呼ばれる症状の集団発生が報告されるようになり、1969年には患者の年間発生数がピークとなった:18。初期のスモンの急性腹部症状の治療にはキノホルムも使用された。
その後，スモン患者によくみられた緑色の舌や便、尿の色素を分析した結果、色素はキノホルムの化合物であることが6月に判明し，9月に中央薬事審議会がキノホルムの販売中止・使用見合わせを答申するにいたった。厚生省（当時）が製造販売および使用停止すると患者数は激減した。
総患者数は約1万1千人:19。

### スモン後
多くの国で継続して使用されているが、同様の事象は報告されていない。どのような機序でスモンが発生したのかは解明されていない。
裁判において，一部の研究者はスモンの発生に先立って20年以上クリオキノールが使用されており、その間は発生していないこと、ならびに薬剤の使用中止に先んじてスモン患者数が減少したことを主張した。当時の日本人が小柄であったことからクリオキノールの不適正使用（過量投与および長期投与）が原因の一端であるとの説もあり、スモン裁判の一部（東京地判昭53・8・3）はスモンとクリオキノール使用量に高度の相関関係を認めている:11。
一方、井上 - メルニックウイルス（Inoue-Melnick virus、IMV）で亜急性脊髄視神経症が発生するとの報告もある。

## 抗原虫薬
1964年にクリオキノールが入院患者の赤痢菌および赤痢アメーバ (Entamoeba histolytica) 感染症の予防と治療に有効であるとの報告がなされた。同報告では4年以上にわたり4,000名の患者に投与したが、副作用は少なかったとされた。
クリオキノールの抗原虫作用に関する新しい報告には下記の例がある。
- 2005年、オランダ人家族に発生した赤痢アメーバ感染症の治療への使用例[12]
- 2004年、オランダでの二核アメーバ（英語版）感染症への使用経験[13]
- 1979年、ザイールでの赤痢アメーバ感染症への使用経験[14]

## 外用
クリオキノールは抗真菌外用薬として使用されるほか、ベタメタゾンとの配合薬が炎症性皮膚疾患の治療に用いられる。

## 神経変性疾患への使用
2005年、クリオキノールはマウスおよび培養細胞でハンチントン病の症状発現を抑制すると報告された。
第II相臨床試験の結果、クリオキノールがアルツハイマー型認知症での認知機能低下を抑制し、銅イオンおよび亜鉛イオンとキレートを形成する事によると思われると報告された。これはPBT2等によるアルツハイマー治療の試みに繋がった。
動物実験ではアルツハイマー型認知症のほか、パーキンソン病やハンチントン病の症状を消退させることが示された。クリオキノールはClk-1と呼ばれる蛋白質に直接作用し、加齢を遅らせる可能性を持つとされ、有効性の根拠と推定されているが、患者の治療にはまだ用いるべきではないともされている。

## 自閉症への使用
台湾中央研究院は、クリオキノールが脳への亜鉛送達を増加させ、多くの自閉症児に見られる亜鉛欠乏を是正する効果があると発表した。自閉症の症状を呈するマウスに投与すると、その症状が軽減し非自閉症マウスと変わらないほどになったという。中央研究院は、クリオキノールは台湾で既に承認されているので、精神科医は適切な患者に投与すべきだと期待している。

## 使用継続されている国々
| 国名     | 概要 |
| -------- | --- |
| 米国     | 2004年8月、豪州のPrana Biotechnology社とP.N Gerolymatos S.A（PNG）社はクリオキノールの相互販売契約を交わし、Prana社が持つ米国および日本での販売権（日本では未承認扱い）とPNG社が持つ欧州での販売権を互いに共有した。Prana社は米国でヒドロキシキノリン誘導体のアルツハイマー型認知症治療への応用を試みている。 |
| カナダ   | 2001年、Paladin Labs社がノバルティスよりVioformの販売権を取得した。Vioformはカナダで抗真菌局所使用剤として許可されている。 |
| オランダ | 2004年と2005年の報告で二核アメーバ感染症と赤痢アメーバ感染症の治療に用いられている。 |
| インド   | Vishal LaboratoriesおよびLASA Laboratoryが製造している。 |